# François-Robert Marcel
François Robert Marcel (* Ende 17. Jahrhundert in Paris; † Oktober 1759 ebenda) war ein französischer Tänzer, der 1708 bis 1724 selbst auftrat, um von da an nur noch das Menuett zu lehren. Er war als Monsieur Marcel bekannt und wurde später als Tanzpädagoge bezeichnet.
Sein Vater, ebenfalls ein Tänzer, war Jacques Marcel. 1708 debütierte er an der Académie Royale de Musique zusammen mit seinem jüngeren Bruder Jacques Antoine. Dabei traten die Brüder in der Oper Issé von André Cardinal Destouches auf. Im Jahr 1719 wurde François Robert Marcel in die Académie royale de danse gewählt, die königliche Tanzakademie, der er bis zu seinem Tod angehörte.
1724 zog er sich von der Bühne zurück und unterrichtete von da an ausschließlich Menuett. Jean Georges Noverre zählte ebenso zu seinen Schülern, wie Giacomo Casanova (wohl zwischen 1750 und 1752) und König Ludwig XV., weitere Schüler kamen aus dem Ausland.
Da Marcel unter der Gicht litt, unterrichtete er spätestens um 1750 auch im Sitzen, wobei er mit den Fingern die Tanzbewegungen vorführte, wie Jean-Jacques Rousseau ebenso anmerkt, wie der Tänzer und Choreograph Jean Georges Noverre.